# Richard William Howard Vyse
Richard William Howard Vyse (Stoke Poges, Buckinghamshire, 1784. július 25. – Stoke Poges, 1853. június 8.) angol politikus és katonatiszt, egyben amatőr egyiptológus. A John Shae Perringgel folytatott kutatómunkájuk eredménye egy új „régészeti módszer” megnevezés lett, amelyet az angol nyelvterületeken ma is emlegetnek: Gunpowder archaeology, azaz  puskaporos régészet.

## Élete
Richard Vyse politikus és Ann Howard fia, Goerge Howard tábornagy unokája. 1807-1812 között Beverley, 1812-1818 között Honiton városának képviselője. 1810-ben nősült, 1812-ben vette fel a Howard nevet királyi engedéllyel, mivel nagyapjának, George Howardnak nem volt fiú utódja. Nyolc fia és két leánya született.
Katonai pályáját dragonyos-ezredben kezdte, egy évvel később már hadnagy volt. Egy gyalogezreden és a testőrségen keresztül Nyugat-Indiába vezényelték, ahol 1825-től már ezredes.

## Egyiptom
1836-tól vett részt Giovanni Battista Caviglia ásatásain Egyiptomban. Asszisztense John Shae Perring volt.
Vyse az erőszakos módszerek híve volt. Miután a gízai nagy piramisban a Nathaniel Davidson által 1765-ben felfedezett tehermentesítő kamrákba Cavigliának sem sikerült bejutni, Vyse dinamittal nyitott utat. Ettől kezdve bármilyen problémás helyzet adódott, Vyse mindig kész volt robbanóanyaghoz nyúlni. Eltávolította Menkauré szarkofágját, amely Angliába szállítás közben a tengerbe veszett. A G-IB jelű királynéi piramison és a Nagy Szfinxen is fúrásokat, robbantásokat végzett.
Egyiptomból néhány év múltán hazatért és több könyvben írta meg tapasztalatait, élményeit. Nem tekinthető ugyan tudományos alapú régésznek, de munkássága hosszú időn át alapját képezte a születőben lévő egyiptológia tudományának, mindenekelőtt szerkezeti rajzai és térképei miatt.

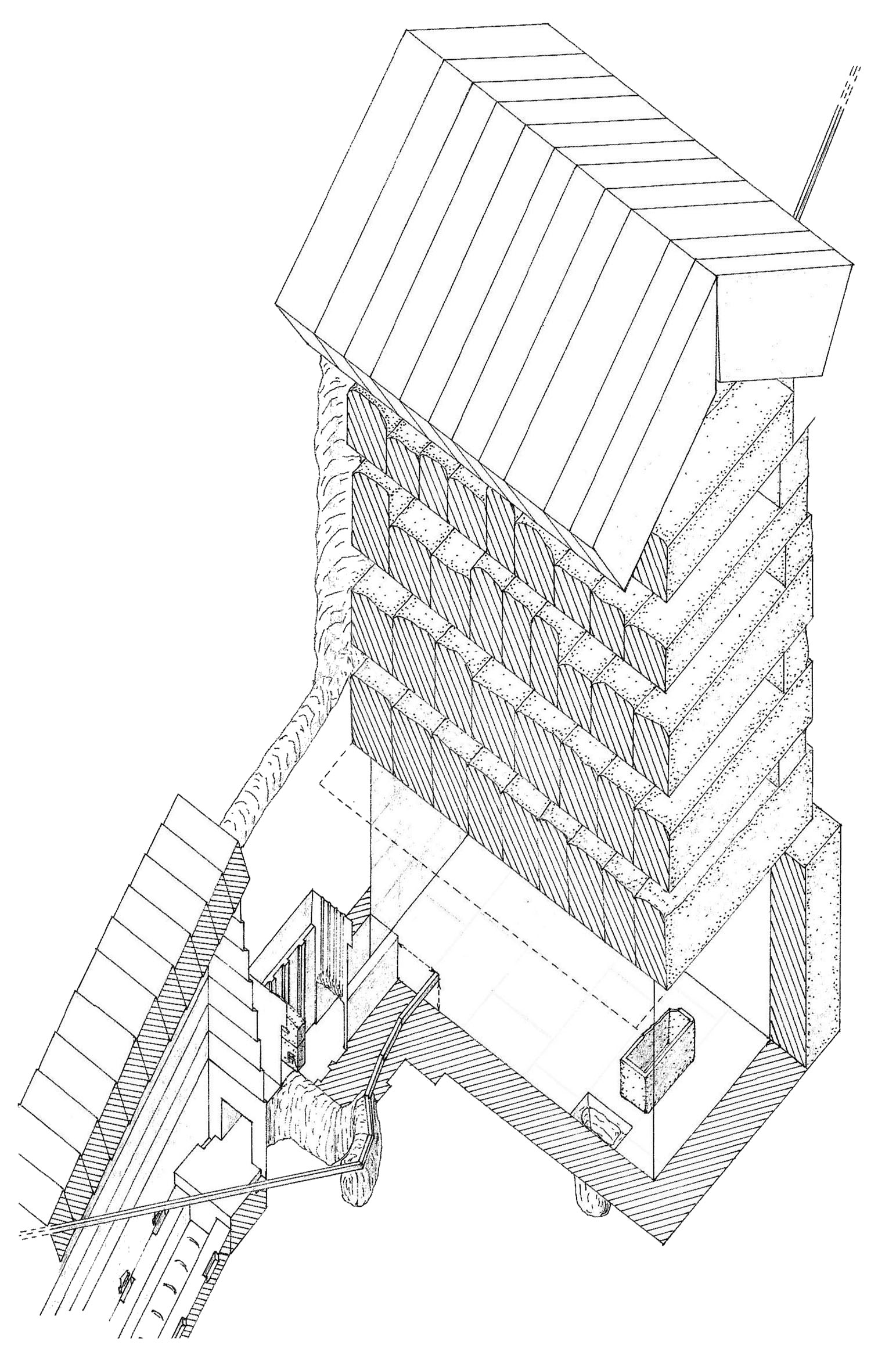
Vyse rajza a Davidson-kamrákról

## Művei
- R.W.H. Vyse - Operations Carried on at the Pyramids of Gizeh in 1837, London, 1840
- R.W.H. Vyse, J.S. Perring - Appendix to Operations carried on at the Pyramids, London, 1842

## Fordítás
- Ez a szócikk részben vagy egészben  a   Richard William Howard Vyse című angol Wikipédia-szócikk ezen változatának fordításán alapul.  Az eredeti cikk szerkesztőit annak laptörténete sorolja fel. Ez a jelzés csupán a megfogalmazás eredetét és a szerzői jogokat jelzi, nem szolgál a cikkben szereplő információk forrásmegjelöléseként.